# 梵天麟属
梵天麟属，也作布拉玛兽，是长颈鹿已经灭亡的一属，曾生活在现今亚洲大陆印度到土耳其之间的地带，与西瓦鹿（别名“湿婆兽”）之间的关系很密切。其名称来自印度教的创造之神梵天，其学名意即“梵天兽”。外形上，梵天麟属非常像大一号的㺢㹢狓，长有四个皮骨角。